# Полинга
По́линга (рос. Полынга) — присілок в Глазовському районі Удмуртії, Росія.

## Населення
Населення — 67 осіб (2010; 25 в 2002).
Національний склад станом на 2002 рік:
- удмурти — 76 %

## Урбаноніми[3]
- вулиці — Берегова, Лучна, Центральна